# ドーソン郡 (ジョージア州)
ドーソン郡（ドーソンぐん、英: Dawson County）は、アメリカ合衆国ジョージア州の北部に位置する郡である。2010年国勢調査での人口は22,330人であり、2000年の15,999人から39.6%増加した。郡庁所在地はドーソンビル市（人口2,536人）であり、同郡で人口最大の都市でもある。
ドーソン郡はアトランタ大都市圏（正確にはアトランタ・サンディスプリングス・マリエッタ大都市統計地域）に属している。

## 歴史
ドーソン郡は1857年12月3日に、ギルマー郡とランプキン郡の一部を合わせて設立された。郡名はジョージア州選出アメリカ合衆国上院議員を務めたウィリアム・クロスビー・ドーソンに因んで名付けられた。

### 南北戦争
1860年代は郡民にとって戦争と苦難の時代だった。郡民は招集に応じて出征し、侵略してくる北軍に対する守りに就いた。郡内から立ち上げられた部隊としては、ジョージア第21歩兵連隊Eコンコード・レンジャーズ、同第22歩兵連隊I中隊、ドーソン郡独立部隊、同第38歩兵連隊I中隊（ライトのリージョン）ドーソン・ファーマーズ、同第38歩兵連隊L中隊（ライトのリージョン）、同第52志願歩兵連隊I中隊があった。

## 地理

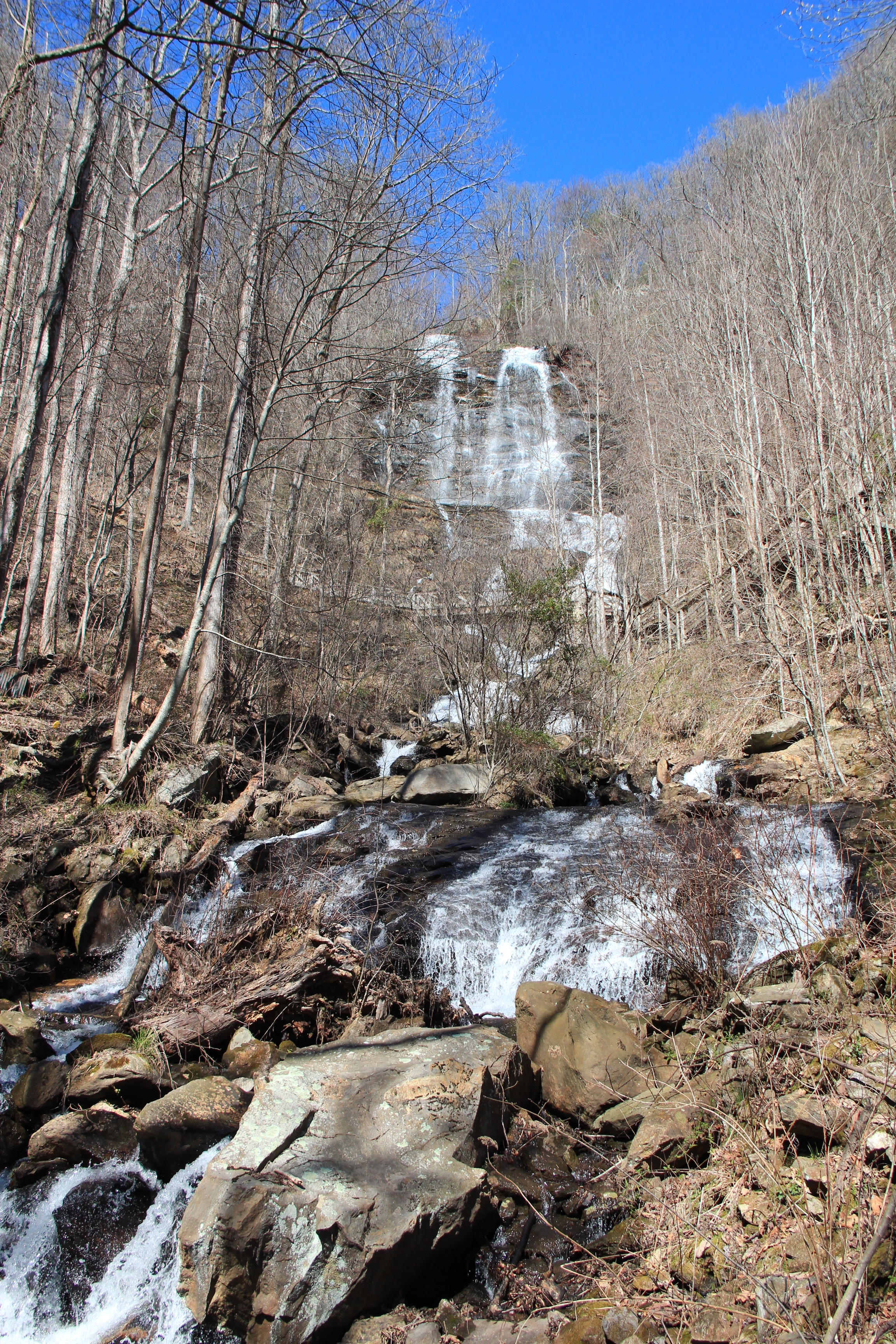
アミカロラ滝

アメリカ合衆国国勢調査局に拠れば、郡域全面積は214平方マイル (554.3 km2)であり、このうち陸地211平方マイル (546.5 km2)、水域は3平方マイル (7.8 km2)で水域率は1.36%である。
ラニア湖の一部が郡南東部にあり、隣接郡との郡境がこの湖を通っている。高さ729フィート (222 m) のアミカロラ滝が郡内にある。この滝はジョージア州では最高、ミシシッピ川以東では最高のカスケード滝であり、ジョージア州自然の7不思議の1つである。郡内最高地点は標高3,600フィート (1,100 m) のブラック山である。チャタフーチー国立の森に広さ6,760エーカー (27.4 km2) の土地が含まれている。チェスタティ川とエトワー川が郡内を流れている。

### 主要高規格道路

#### アメリカ国道
- アメリカ国道19号線

#### ジョージア州道
- ジョージア州道9号線
- ジョージア州道52号線
- ジョージア州道53号線
- ジョージア州道136号線
- ジョージア州道183号線
- ジョージア州道400号線

### 隣接する郡
- ファニン郡 - 北
- ランプキン郡 - 北東
- ホール郡 - 東
- フォーサイス郡 - 南
- チェロキー郡 - 南西
- ピケンズ郡 - 西
- ギルマー郡 - 北西

### 国立保護地域
- チャタフーチー国立の森（部分）

## 人口動態
以下は2010年の国勢調査による人口統計データである。
| 基礎データ - 人口: 22,330人 - 世帯数: 10,425 世帯 - 家族数: 6,390 家族 - 人口密度: 29人/km2（76人/mi2） 人種別人口構成 - 白人: 95.62% - アフリカン・アメリカン: 0.5% - ネイティブ・アメリカン: 0.4% - アジア人: 0.6% - 太平洋諸島系: 0.1%未満 - その他の人種: 1.6% - 混血: 1.4% - ヒスパニック・ラテン系: 4.1% | 年齢別人口構成 - 5歳未満: 5.7% - 5-9歳: 6.5% - 10-14歳: 6.8% - 15-19歳: 6.0% - 20-24歳: 6.1% - 25-29歳: 5.7% - 30-34歳: 5.8% - 35-39歳: 6.6% - 40-44歳: 6.9% - 45-49歳: 8.1% - 50-54歳: 7.2% - 55-59歳: 7.0% - 60-64歳: 7.6% - 65-69歳: 6.0% - 70-74歳: 3.6% - 75-79歳: 2.4% - 80-84歳: 1.3% - 85歳以上: 0.8% - 年齢の中央値: 40.6歳 - 性比（女性100人あたり男性の人口） - 総人口: 100.0 | 世帯と家族（対世帯数） - 18歳未満の子供がいる: 21.9% - 結婚・同居している夫婦: 61.7% - 未婚・離婚・死別女性が世帯主: 9.5% - 非家族世帯: 24.2% - 単身世帯: 19.7% - 65歳以上の老人1人暮らし: 6.5% - 平均構成人数 - 世帯: 2.61人 - 家族: 2.97人 収入と家計 - 収入の中央値 - 世帯: 51,989米ドル - 家族: 60,455米ドル - 性別 - 男性: 37,165米ドル - 女性: 21,667米ドル - 人口1人あたり収入: 16,769米ドル - 貧困線以下 - 対人口: 13.5% - 対家族数: 8.9% - 18歳未満: 16.0% - 65歳以上: 6.3% |

## 都市と町
- ドーソンビル - 郡庁所在地
- ジュノー